# Telophorus bocagei
Telophorus bocagei là một loài chim trong họ Malaconotidae.